# Bocfölde
Bocfölde [bocfelde] je obec v Maďarsku v župě Zala, spadající pod okres Zalaegerszeg. Nachází se na území Zalské pahorkatiny (konkrétně její části Göcsej), asi 7 km jižně od Zalaegerszegu a asi 226 km jihozápadně od Budapešti. V roce 2023 zde žilo 1 159 obyvatel.
V obci se nachází kostel svatého Josefa. Jižně od Bocfölde se nachází fotovoltaická elektrárna. Východní částí obce prochází vedlejší silnice 7410, která je spojena s hlavní silnicí 74 nacházející se na východ od obce. Rovněž tudy protéká potok Felső-Válicka.

## Sousední obce
| Růžice kompasu |                | Zalaegerszeg |        | Růžice kompasu |
| Růžice kompasu | Nagylengyel    | Sever        | Csatár | Růžice kompasu |
| Růžice kompasu | Nagylengyel    | Bocfölde     | Csatár | Růžice kompasu |
| Růžice kompasu | Nagylengyel    | Jih          | Csatár | Růžice kompasu |
| Růžice kompasu | Gellénháza Bak | Sárhida      |        | Růžice kompasu |